# Paraorygmatobothrium
Genre
Paraorygmatobothrium est un genre de vers plats de la famille des Phyllobothriidae.

## Systématique
Le genre Paraorygmatobothrium a été créé en 1994 par l'helminthologiste Timothy R. Ruhnke (d),.
Le WoRMS considère ce genre comme invalide et synonyme du genre Scyphophyllidium Woodland, 1927.

## Liste d'espèces
Selon ITIS (22 novembre 2021) :
- Paraorygmatobothrium angustum (Linton, 1889)
- Paraorygmatobothrium arnoldi Ruhnke & Thompson, 2006
- Paraorygmatobothrium bai Ruhnke & Carpenter, 2008
- Paraorygmatobothrium barberi Ruhnke, 1994
- Paraorygmatobothrium exiguum (Yamaguti, 1935)
- Paraorygmatobothrium filiforme (Yamaguti, 1952)
- Paraorygmatobothrium floraformis (Southwell, 1912)
- Paraorygmatobothrium janineae Ruhnke, Healy & Shapero, 2006
- Paraorygmatobothrium kirstenae Ruhnke, Healy & Shapero, 2006
- Paraorygmatobothrium leuci (Watson & Thorson, 1976)
- Paraorygmatobothrium mobedii Malek, Caira, & Haseli, 2010
- Paraorygmatobothrium nicaraguensis (Watson & Thorson, 1976)
- Paraorygmatobothrium orectolobi (Butler, 1987)
- Paraorygmatobothrium paulum (Linton, 1897)
- Paraorygmatobothrium prionacis (Yamaguti, 1934)
- Paraorygmatobothrium roberti Ruhnke & Thompson, 2006
- Paraorygmatobothrium rodmani Ruhnke & Carpenter, 2008
- Paraorygmatobothrium sinuspersicense Malek, Caira, & Haseli, 2010
- Paraorygmatobothrium taylori Cutmore, Bennett & Cribb, 2009
- Paraorygmatobothrium triacis (Yamaguti, 1952)
- Paraorygmatobothrium typicum (Subhapradha, 1955)

## Publication originale
- (en) T. R. Ruhnke, « Paraorygmatobothrium barberi n. g., n. sp. (Cestoda: Tetraphyllidea), with amended descriptions of two species transferred to the genus », Systematic Parasitology, Springer Science+Business Media, vol. 28, no 1,‎ mai 1994, p. 65-79 (ISSN 0165-5752 et 1573-5192, OCLC 41978964, DOI 10.1007/BF00006910).